# Памфил Лясковський

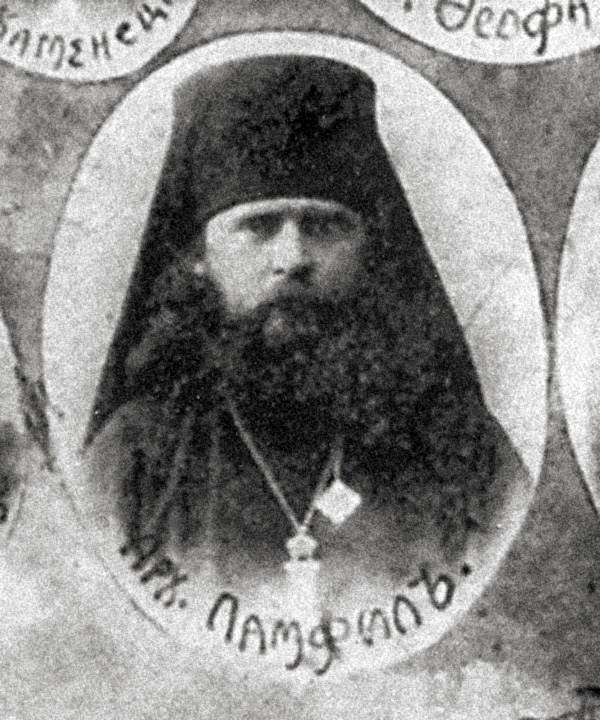

Єписко́п Памфи́л Лясковський (у миру Петро Лясковский; 5 жовтня 1883, Орестів, Ровенський повіт, Волинська губернія — 10 січня 1936, Краснодар) — український релігійний діяч, ректор Полтавської духовної семінарії. Єпископ Стародубський, вікарій Чернігівської єпархії РПЦ (1921). Під час Голодомору-геноциду українського народу перебував на Кубані з титулом «єпископ Краснодарський і Кубанський» РПЦ. За офіційною версією покінчив життя самогубством.  

## Життєпис
Народився 5 жовтня 1883 року в селі Арестове (нині Орестів) Рівненського повіту Волинської губернії в родині священника Олександра Лясковського. У родоводі майбутнього єпископа Памфила проглядаються сім священницьких гілок: Лясковські, Теодоровичі, Абрамовичі — по батьківській лінії; Панкевичі, Димінські, Петровські, Удановичі — по материнській. Був четвертою дитиною у родині. Брати — Петро, Павло і Нікон — стали священниками.

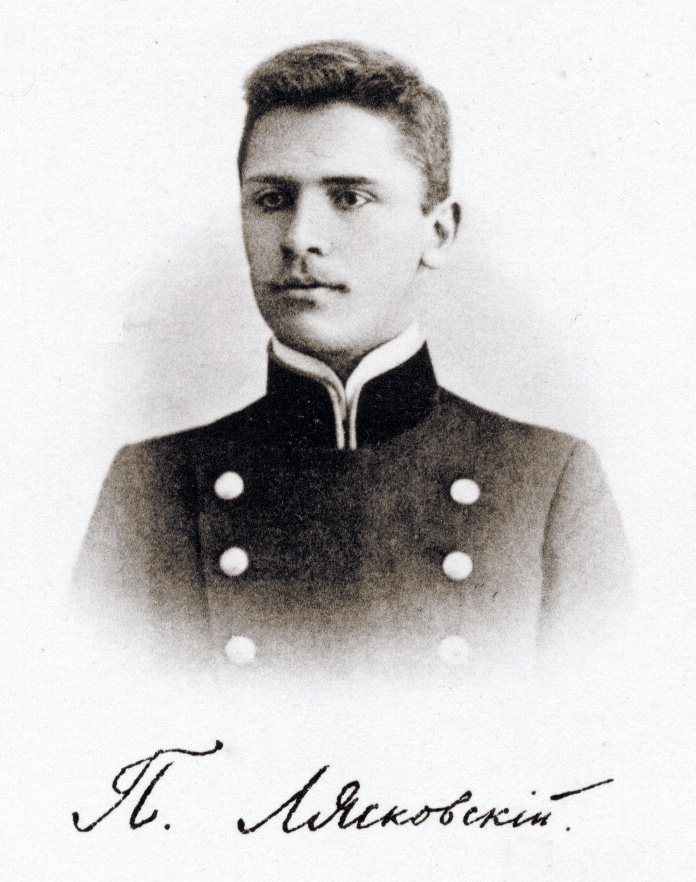

У 1897 році Петро закінчив Клеванське духовне училище, а у 1903 році — Волинську духовну семінарію по першому розряду і у тому ж році вступив до Московської духовної академії, яку у 1907 році закінчив зі ступенем кандидата богослов'я за твір «Учение о Церкви в сочинениях первых расколоучителей». В рецензії Іллі Громогласова на неї говорилося: «У даному творі досить помітно виступає наперед один формальний недолік — нерівномірність частин, на які розпадається дослідження… Не вважаючи доцільним подавати запізнілі поради, спішимо заявити, що, по-перше, вказаний недолік не так вже і важливий сам по собі, по-друге, він чи не єдиний у творі, що розглядається. У всіх інших відношеннях це чудова праця, про яку можна і треба відгукнутися з найрішучішою похвалою. Уважне вивчення основних першоджерел і літератури, визначеність наукових поглядів, зрілість суджень, ясність думки і майже безумовно вироблений стиль дають право вбачати у особі пана Лясковського людину цілком підготовлену до серйозної наукової роботи, принаймні в галузі обраної ним спеціальності».
З 1 листопада 1907 року — викладач Волинського жіночого училища, з 16 вересня 1910 року — викладач Житомирського духовного училища. Викладав географію, історію, грецьку мову.
24 травня 1911 році в Успенському соборі Почаївської лаври архієпископом Волинським і Житомирським Антонієм Храповицьким був пострижений у чернецтво з ім'ям Памфил на честь мученика Памфила Оліврійського. 30 травня 1911 року висвячений на ієромонаха.
Невдовзі архієпископ Антоній Храповицький надіслав клопотання у Святійший синод про призначення ієромонаха Памфила вчителем Волинської семінарії.
7 червня 1911 року ієромонах Памфил став викладачем гомілетики, літургіки і практичного керівництва у Волинській духовній семінарії.
У «Волинських єпархіальных відомостях» збереглася чудова стаття про паломництво семінаристів на чолі з ієромонахом Памфилом у Тригорський чоловічий монастир в околицях Житомира.
10 грудня 1912 року ієромонах Памфил був зведений у сан архімандрита і призначений ректором Полтавської духовної семінарії.
10 червня 1913 року відбувся перший у його ректорському служінні випуск семінаристів. Отець Памфил відслужив молебень і сказав прості, душевні напутні слова випускникам.
За службовими обов'язками архімандрит Памфил також був постійним членом Полтавської єпархіальної училищної ради, а також неодмінним членом Іверського піклування при Свято-Троїцькій церкві Полтавської духовної семінарії, яка перебувала під покровительством Преосвященного Феофана, єпископа Полтавського і Переяславського.
Останні роки його служіння у Полтавській духовній семінарії припали на кінець 1917 — початок 1918 року. Де перебував архімандрит Памфил з 1918 по 1921 роки — невідомо.

### На Чернігівщині та Кубані
26 грудня 1921 року хіротонізований на єпископа Стародубського, вікарія Чернігівської єпархії. На 1922 рік проживав у Стародубі. У 1923 році, у самий розпал боротьби з РПЦ та виходу на арену Православної церкви Росії, був відправлений у заслання у Яранськ Вятської губернії. Мотивація невідома.
Зберіг вірність Заступнику Патріаршого місцеблюстителя митрополиту Сергію Старогородському після виданню ним «Декларації» про лояльність до совєтської власті.
З 6 березня 1928 року — єпископ Богучарський, вікарій Воронезької єпархії. У травні того ж року, в зв'язку з утворенням Розсошанського округу в складі Центральночерноземної області, призначений єпископом Розсошанським, вікарієм Воронезької єпархії.
З 13 серпня 1930 — єпископ Уральський. З 17 серпня 1931 року — єпископ Чебоксарський. З 2 жовтня 1932 року — єпископ Богородський, вікарій Московської єпархії. З 20 жовтня 1932 року — єпископ Подільський, вікарій Московської єпархії. 23 листопада 1932 року призначений керуючим Курською єпархією. З 11 серпня 1933 року — єпископ Краснодарський і Кубанський.
Місцева влада довго відмовляла у встановленій реєстрації в Міській раді, без якої священнослужителям не дозволялося служити у храмах. Він, зазвичай, перебував не перевдягненим на вівтарі, виходячи за всенічною, прикладався до Євангелія, безмовно благословляв народ і знову повертався до вівтаря. Нарешті, за кілька місяців, йому було дозволено служити.
За спогадами сучасниці владики Памфила матінки Марії Голощапової, «зовнішньо владика Памфил був високим, досить міцним, обличчя строге, чернече, борода і волосся довгі, правильні риси. Блідий, мовчазний. У повсякденному спілкуванні був простим і ласкавим, але строгим у службі. Перед ним на аналої завжди лежали „Служби дня“. На службу і зі служби ходив пішки, у клобуці, у рясі, з посохом». За її ж згадками, часто діти жбурляли в нього на шляху до храму і з храму каміння та гнилі фрукти, тому парафіяни супроводжували свого пастиря.
10 січня 1936 року був знайдений підвішеним на дереві у саду будинку, де він жив останній час. У кишені єпископа Памфила знайшли записку: «У моїй смерті прошу нікого не звинувачувати», але всі документи владики безслідно зникли, щоб неможливо було порівняти почерк. За офіційною версією, це було самогубство, але в народі цьому не вірили. Був відспіваний як простий монах. Єпископ Софроній Ареф'єв, що приїхав йому на зміну, дізнавшись, що його поминають як простого монаха, зібрав усі матеріали і поїхав до Москви і досяг того, аби єпископа Памфила почали поминати як єпископа.
У 2010 році над могилою єпископа Памфила Лясковського була зведена каплиця, а поруч збудована дзвіниця.